# ثيودور كاربنتر
ثيودور كاربنتر (بالإنجليزية: Theodore Carpenter)‏ هو موزع أمريكي، ولد في 15 أبريل 1898 في سانت لويس في الولايات المتحدة، وتوفي في 21 يوليو 1975 في نيويورك في الولايات المتحدة.

## وصلات خارجية
- ثيودور كاربنتر على موقع ميوزك برينز (الإنجليزية)
- ثيودور كاربنتر على موقع أول ميوزيك (الإنجليزية)
- ثيودور كاربنتر على موقع ديسكوغز (الإنجليزية)